# London Critics’ Circle Film Award/Beste Regie
Seit 1981 wird bei den London Critics’ Circle Film Awards der Beste Regisseur geehrt.
Bisher konnten Andrzej Wajda (1982, 1984), Ang Lee (2006, 2013), David Fincher (2009, 2011) und Alfonso Cuarón (2014, 2019) je zweimal gewinnen.

## Preisträger
Anmerkung: Die Preisverleihung bezieht sich immer auf Filme des vergangenen Jahres, Preisträger von 2007 wurden also für ihre Leistungen von 2006 ausgezeichnet.
| Jahr | Preisträger                 | Film                                                                            |
| ---- | --------------------------- | ------------------------------------------------------------------------------- |
| 1981 | Nicolas Roeg                | Black out – Anatomie einer Leidenschaft (Bad Timing)                            |
| 1982 | Andrzej Wajda               | Der Mann aus Eisen (Człowiek z żelaza)                                          |
| 1983 | Constantin Costa-Gavras     | Vermißt (Missing)                                                               |
| 1984 | Andrzej Wajda               | Danton                                                                          |
| 1985 | Neil Jordan                 | Die Zeit der Wölfe (The Company of Wolves)                                      |
| 1986 | Roland Joffé                | The Killing Fields – Schreiendes Land                                           |
| 1987 | Akira Kurosawa              | Ran                                                                             |
| 1988 | Stanley Kubrick             | Full Metal Jacket                                                               |
| 1989 | John Huston                 | The Dead – Die Toten (The Dead)                                                 |
| 1990 | Terence Davies              | Entfernte Stimmen – Stilleben (Distant Voices, Still Lives)                     |
| 1991 | Woody Allen                 | Verbrechen und andere Kleinigkeiten (Crimes and Misdemeanors)                   |
| 1992 | Ridley Scott                | Thelma & Louise                                                                 |
| 1993 | Robert Altman               | The Player                                                                      |
| 1994 | James Ivory                 | Was vom Tage übrig blieb (The Remains of the Day)                               |
| 1995 | Steven Spielberg            | Schindlers Liste (Schindler's List)                                             |
| 1996 | Peter Jackson               | Heavenly Creatures                                                              |
| 1997 | Joel Coen                   | Fargo                                                                           |
| 1998 | Curtis Hanson               | L.A. Confidential                                                               |
| 1999 | Peter Weir                  | Die Truman Show                                                                 |
| 2000 | Sam Mendes                  | American Beauty                                                                 |
| 2001 | Spike Jonze                 | Being John Malkovich                                                            |
| 2002 | Alejandro González Iñárritu | Amores Perros                                                                   |
| 2003 | Phillip Noyce               | Der stille Amerikaner (The Quiet American), Long Walk Home (Rabbit-Proof Fence) |
| 2004 | Clint Eastwood              | Mystic River                                                                    |
| 2005 | Martin Scorsese             | Aviator                                                                         |
| 2006 | Ang Lee                     | Brokeback Mountain                                                              |
| 2007 | Paul Greengrass             | Flug 93 (United 93)                                                             |
| 2008 | Paul Thomas Anderson        | There Will Be Blood                                                             |
| 2009 | David Fincher               | Der seltsame Fall des Benjamin Button                                           |
| 2010 | Kathryn Bigelow             | Tödliches Kommando – The Hurt Locker                                            |
| 2011 | David Fincher               | The Social Network                                                              |
| 2012 | Michel Hazanavicius         | The Artist                                                                      |
| 2013 | Ang Lee                     | Life of Pi: Schiffbruch mit Tiger                                               |
| 2014 | Alfonso Cuarón              | Gravity                                                                         |
| 2015 | Richard Linklater           | Boyhood                                                                         |
| 2016 | George Miller               | Mad Max: Fury Road                                                              |
| 2017 | László Nemes                | Son of Saul                                                                     |
| 2018 | Sean Baker                  | The Florida Project                                                             |
| 2019 | Alfonso Cuarón              | Roma                                                                            |
| 2020 | Bong Joon-ho                | Parasite                                                                        |
| 2021 | Steve McQueen               | Small Axe                                                                       |
| 2022 | Jane Campion                | The Power of the Dog                                                            |
| 2023 | Todd Field                  | Tár                                                                             |
| 2024 | Jonathan Glazer             | The Zone of Interest                                                            |
| 2025 | RaMell Ross                 | Nickel Boys                                                                     |